# Paulianacarus rugulosus
Paulianacarus rugulosus är en kvalsterart som beskrevs av Sandór Mahunka 1995. Paulianacarus rugulosus ingår i släktet Paulianacarus och familjen Lohmanniidae. Inga underarter finns listade i Catalogue of Life.